# Wal Torres
Pour les articles homonymes, voir Torres.
Wal Torres (São Paulo, 1950) est une thérapeute de genre, sexologue, et femme trans brésilienne. Reconnue comme une des autorités latino-américaines en identité de genre, elle est membre de l'Association professionnelle mondiale pour la santé des personnes transgenres, et aussi conseillère dans le cadre de l'Organisation internationale des intersexes, association qui représente des spécialistes du monde entier (docteurs, psychologues, sexologues, travailleurs du cadre social, etc.), dont l’objectif est de créer des protocoles pour l’évaluation et le soin des personnes ayant de la dysphorie de genre.